# Manuela Ferreira Leite
Maria Manuela Dias Ferreira Leite (Lisbona, 3 dicembre 1940) è una politica portoghese, Ministro delle finanze nel governo di José Manuel Durão Barroso dall'aprile 2002 al luglio 2004. Aderisce al Partito Social Democratico.